# Алнаський район
Ална́ський район (рос. Алнашский район, удм. Алнаш ёрос) — муніципальний округ на південному заході Удмуртської Республіки. Адміністративний центр — село Алнаші.

## Географія
Округ розташований на південному заході республіки. Його площа становить 896 км². Межує з іншими округами Удмуртії — Граховським на заході, Можгинським на півночі, та з районами Татарстану — Агризьким на сході та Менделєєвським на півдні.
Рельєф округу височинний, адже його північна частина розташована на відрогах Можгинській височині. Вона являє собою слабковисочинну, злегка погорбовану рівнину зі спокійним характером рельєфу. Максимальна висота — 242 м, біля присілку Шайтаново. На південь височина поступово знижується. В доагрокультурні часи в рослинному покриві переважали ялицево-ялинові ліси за участі широколистих порід (липа, клен, дуб, в'яз, ліщина). На сьогодні домінують вторинні осиково-березові та липові ліси. Ліси займають в основному 10 % площі. На території округу переважають дерново- (дерново-карбонатні важкосуглинкові), середньо- та сильноопідзолені, сірі, темно-сірі, лісові, болотно-підзолисті та болотні ґрунти, які мають високу родючість та є одними з найкращих в Удмуртії. З корисних копалин у межах округу віднайдено кам'яне вугілля, мідь, вапняковий туф та торф.
Округ розташований у басейні річки Кама, південний край виходить до берегів Нижньокамського водосховища. Головною водною артерією округу є річка Тойма, права притока Ками. У межах округу знаходяться її притоки: праві — Мала Тойма, Алнашка, Колтимак (з притоками Варалі та Утчанка), Пугачка, Ятцазшурка, Возжайка (з лівою притокою Сайка) та ліві Колтимак, Післек-Шур. На півночі протікає права притока Іжа — річка Чаж із своїми притоками Каркашур, Мирк-Ошмес та Юмінка, а на сході ще 2 його притоки — Варзінка (з притоками Мала Уса і Уса) та Варзі (з притоками Парся і Мала Уга). Середньорічні модулі стоку води становлять 4,5-5 л/с на км², густота річкової мережі — 0,58 км/км².
Клімат помірно континентальний. Середньорічна температура повітря становить в межах +2,3-2,6 °C. Пересічна температура січня — −14,0-14,2 °C, липня — +18,9-19,9. Сума активної температури 2000—2100 °C. Безморозний період становить приблизно 130—135 днів за рік. Опадів випадає 490—530 мм за рік.

## Історія
Вперше населені пункти сучасного Алнаського району згадуються в Ландратському переписі 1716 року у складі сотні Андрія Байтемирова Арської дороги Казанського повіту. 11 вересня 1780 року був виданий вищий указ про створення Вятського намісництва, воно було поділене на 13 повітів, у тому числі і Єлабузький, куди увійшла територія сучасного району. Пізніше, у результаті реформи 1796 року, повіт був поділений на волості, межі яких регулярно змінювались. 1921 року у зв'язку з утворенням Вотської АО у північній частині Єлабузького повіту був утворений Можгинський повіт. 1924 року при укрупненні адміністративних одиниць були утворені Алнаська та Великокіб'їнська волості.
Алнаський район був утворений 15 липня 1929 року із 17 сільрад Алнаської та Великокіб'їнської волостей Можгинського повіту — Азаматовська, Алнаська, Асановська, Байтеряковська, Великокіб'їнська, Варзі-Ятчинська, Вознесенська, Гондиревська, Івановська, Кадиковська, Кучеряновська, Муважинська, Пісеєвська, Староутчанська, Туташевська, Удмурт-Тоймобаська та Чемошур-Куюківська. Тоді до складу району входило 146 населених пунктів. 1932 року зі складу Татарстану була передана Староюм'їнська сільрада. 1937 року при утворенні Пичаського району деякі сільради були передані до його складу. 1954 року проводилось укрупнення сільрад, їхня кількість була зменшена до 10. 1963 року Алнаський район був ліквідований, а його територія увійшла до складу Можгинського району, але вже 1965 року він був відновлений у своїх межах.
Станом на 1996 рік район поділявся на 9 сільських адміністрацій: Азаматовську, Алнаську, Асановську, Байтеряковську, Варзі-Ятчинську, Кузебаєвську, Пісеєвську, Староутчинську, Удмурт-Тоймобаську. Тоді район включав 76 населених пунктів.
26 жовтня 2004 року зі складу Кузебаєвської сільської ради була виділена Муважинська сільська рада.
2021 року Алнаський район був реорганізований в муніципальний округ зі старою назвою, при цьому були ліквідовані усі сільські поселення:
| Поселення                             | Площа, км² | Населення, осіб (2002) | Населення, осіб (2010) | Населення, осіб (2019) | Центр                       | Населені пункти |
| ------------------------------------- | ---------- | ---------------------- | ---------------------- | ---------------------- | --------------------------- | --------------- |
| Азаматовське сільське поселення       | 88,68      | 1528                   | 1397                   | 1154                   | Азаматово                   | 10              |
| Алнаське сільське поселення           | 13,05      | 6275                   | 6303                   | 5921                   | Алнаші                      | 1               |
| Асановське сільське поселення         | 58,66      | 1055                   | 984                    | 862                    | Нижнє Асаново               | 5               |
| Байтеряковське сільське поселення     | 101,98     | 1532                   | 1330                   | 1124                   | Байтеряково                 | 11              |
| Варзі-Ятчинське сільське поселення    | 82,03      | 2093                   | 1951                   | 1858                   | Варзі-Ятчі                  | 6               |
| Кузебаєвське сільське поселення       | 75,16      | 1142                   | 974                    | 750                    | Кузебаєво                   | 5               |
| Муважинське сільське поселення        | 41,79      | 911                    | 728                    | 594                    | Муважі                      | 5               |
| Пісеєвське сільське поселення         | 62,68      | 1084                   | 945                    | 797                    | Пісеєво                     | 3               |
| Ромашкинське сільське поселення       | 139,05     | 1801                   | 1731                   | 1679                   | Алнаші                      | 15              |
| Староутчанське сільське поселення     | 91,77      | 1325                   | 1140                   | 988                    | Старий Утчан                | 10              |
| Технікумівське сільське поселення     | 33,52      | 2063                   | 1689                   | 1597                   | Асановський совхоз-технікум | 3               |
| Удмурт-Тоймобаське сільське поселення | 107,63     | 1449                   | 1231                   | 1098                   | Удмуртський Тоймобаш        | 7               |

## Населення
Населення округу становить 18422 особи (2019; 20403 в 2010, 22258 в 2002).
Національний склад населення на 2009 рік: удмурти — 81,7 %, росіяни — 12,2 %, татари — 3,4 %, марійці — 2,1 %. Національний склад населення станом на 2010 рік:
| Народність                          | Чисельність, осіб (2010) | %     |
| ----------------------------------- | ------------------------ | ----- |
| Удмурти                             | 16598                    | 81,35 |
| Росіяни                             | 2590                     | 12,69 |
| Татари                              | 620                      | 3,04  |
| Марійці                             | 417                      | 2,04  |
| Інші                                | 117                      | 0,57  |
| Особи, що не вказали національність | 61                       | 0,30  |

## Релігія
На сьогодні в окрузі діючими церквами є 4:
- Троїцька церква — село Алнаші
- Микільська церква — присілок Варзі-Ятчі
- Покровська церква — присілок Стара Юм'я
- Софійська церква — присілок Новотроїцький

Також в окрузі є недіюча церкви, які підлягаює ремонту та відновленню — Вознесенська церква у присілку Ключевка (збудована 1902 року). У присілку Татарський Тоймобаш знаходиться стара дерев'яна мечеть.

## Населені пункти
| №  | Населений пункт               | Населення, осіб (2002) | Населення, осіб (2010) |
| -- | ----------------------------- | ---------------------- | ---------------------- |
| 1  | Абишево                       | 20                     | 22                     |
| 2  | Азаматово                     | 366                    | 346                    |
| 3  | Алнаші                        | 6275                   | 6303                   |
| 4  | Арбайка                       | 89                     | 91                     |
| 5  | Арляново                      | 48                     | 31                     |
| 6  | Асановський совхоз-технікум   | 1556                   | 1189                   |
| 7  | Байтеряково                   | 365                    | 304                    |
| 8  | Благодать                     | 13                     | 18                     |
| 9  | Богородський                  | 55                     | 50                     |
| 10 | Бокай                         | 13                     | 21                     |
| 11 | Варалі                        | 226                    | 192                    |
| 12 | Варзібаш                      | 286                    | 234                    |
| 13 | Варзіно-Алексієво             | 149                    | 127                    |
| 14 | Варзі-Шудья                   | 0                      | 0                      |
| -  | Варзі-Ятчинський курорт       | 358                    | -                      |
| 15 | Варзі-Ятчі                    | 684                    | 974                    |
| -  | Верхнє Асаново                | 385                    | -                      |
| 16 | Верхнє Котнирево              | 214                    | 173                    |
| 17 | Верхнє Кузебаєво              | 7                      | 3                      |
| 18 | Верхні Алнаші                 | 53                     | 43                     |
| 19 | Верхній Утчан                 | 167                    | 159                    |
| 20 | Верхня Тойма                  | 4                      | 1                      |
| 21 | Виль-Шудья                    | 14                     | 8                      |
| 22 | В'язовка                      | 67                     | 60                     |
| 23 | Гарга                         | 27                     | 21                     |
| 24 | Дроздовка                     | 151                    | 138                    |
| 25 | Дружки                        | 2                      | 0                      |
| 26 | Дятлево                       | 128                    | 160                    |
| 27 | Єлкібаєво                     | 248                    | 210                    |
| 28 | Желєзнодорожна станція Алнаші | 432                    | 418                    |
| 29 | Ігенче                        | 7                      | 13                     |
| 30 | Ільїнське                     | 18                     | 5                      |
| 31 | Кадиково                      | 109                    | 82                     |
| 32 | Ключовка                      | 6                      | 3                      |
| 33 | Козаково                      | 283                    | 280                    |
| 34 | Колтимак                      | 14                     | 2                      |
| 35 | Кузебаєво                     | 673                    | 589                    |
| 36 | Кузілі                        | 177                    | 189                    |
| 37 | Кузюмово                      | 444                    | 391                    |
| 38 | Кучеряново                    | 95                     | 82                     |
| 39 | Лялі                          | 498                    | 461                    |
| 40 | Марійське Гондирево           | 114                    | 102                    |
| 41 | Медведка                      | 8                      | 0                      |
| 42 | Муважі                        | 492                    | 382                    |
| 43 | Мукшур                        | 131                    | 110                    |
| 44 | Нижнє Асаново                 | 373                    | 740                    |
| 45 | Нижнє Котнирево               | 139                    | 144                    |
| 46 | Нижній Сир'єз                 | 569                    | 493                    |
| 47 | Новий Утчан                   | 336                    | 309                    |
| 48 | Новотроїцький                 | 75                     | 82                     |
| 49 | Оріхово                       | 2                      | 0                      |
| 50 | Оркино                        | 250                    | 197                    |
| 51 | Охотничий                     | 26                     | 24                     |
| 52 | Петропавловський              | 17                     | 4                      |
| 53 | Пирогово                      | 88                     | 79                     |
| 54 | Пісеєво                       | 265                    | 255                    |
| 55 | Ромашкино                     | 137                    | 127                    |
| 56 | Руський Вішур                 | 0                      | 0                      |
| 57 | Руський Ятцаз                 | 49                     | 44                     |
| 58 | Серп                          | 105                    | 93                     |
| 59 | Сосновка                      | 51                     | 45                     |
| 60 | Стара Шудья                   | 308                    | 284                    |
| 61 | Стара Юм'я                    | 249                    | 222                    |
| 62 | Старий Утчан                  | 469                    | 404                    |
| 63 | Сям-Каксі                     | 156                    | 123                    |
| 64 | Татарське Кізеково            | 1                      | 0                      |
| 65 | Татарський Тоймобаш           | 86                     | 85                     |
| 66 | Удмуртське Гондирево          | 250                    | 223                    |
| 67 | Удмуртське Кізеково           | 153                    | 131                    |
| 68 | Удмуртський Вішур             | 160                    | 130                    |
| 69 | Удмуртський Тоймобаш          | 838                    | 705                    |
| 70 | Удмуртський Ятцаз             | 30                     | 54                     |
| 71 | Холодний Ключ                 | 6                      | 6                      |
| 72 | Чемошур-Куюк                  | 366                    | 356                    |
| 73 | Чорний Ключ                   | 274                    | 145                    |
| 74 | Чумалі                        | 178                    | 179                    |
| 75 | Шадрасак-Кіб'я                | 212                    | 184                    |
| 76 | Шайтаново                     | 200                    | 182                    |
| 77 | Шаршада                       | 1                      | 0                      |
| 78 | Шишкино                       | 27                     | 25                     |
| 79 | Шубино                        | 113                    | 83                     |
| 80 | Юм'яшур                       | 252                    | 241                    |
| 81 | Ятцазшур                      | 39                     | 18                     |

## Господарство
Алнаський район є сільськогосподарським, господарства вирощують житу, пшеницю, ячмінь, овес, льон, гречку, кормові трави та овочі. Тваринництво м'ясо-молочного напрямку. Серед промислових підприємств працюють Алнаський цегляний завод (виробництво червоної цегли), виробничо-комерційна фірма «Тойма» (займається будівництвом), хлібозавод, ТО «Дружба» (будівництво газопроводів), ТО «Асан тыпы» (виробництво меблів), Алнаський автодор, маслосирозавод, харчовий комбінат. Район багатий на такі корисні копалини, як кам'яне вугілля, азотний газ, мінеральні води (село Варзі-Ятчі), поклади ангідриду, гіпсу, вохри (присілок Кузебаєво). Цілющі води та грязі у селі Варзі-Ятчи централізовано використовуються ще з 1899 року, тут відкрито спеціальний Варзі-Ятчинський курорт.
Через округ проходить залізниця Агриз — Алнаші — Кругле Поле, федеральна автодорога Іжевськ — Можга — Алнаші — Єлабуга. Окрім цього прокладено дороги Алнаші — Варзі-Ятчі та Алнаші — Грахово.
Соціальна сфера представлена:
- освіта — 36 шкіл, Асановський аграрно-технічний технікум, 8 садочків, 2 дитячих школи мистецтв, Будинок дитячої творчості
- культура — 22 бібліотеки, 30 будинків культури та клубів, центр декоративно-прикладного мистецтва та ремесел, музеї шкільний, краєзнавчий, образотворчого мистецтва, меморіальні будинки Ашальчи Окі, Г. Д. Красильникова
- пам'ятки — 66 пам'яток культури, в тому числі 44 пам'яток археології, 1 пам'ятка архітектури та 22 пам'яток історії

## Засоби масової інформації
Основним місцевим ЗМІ є газета «Алнашский колхозник», яка видається російською та удмуртською мовами.

## Персоналії
- Борисов Трохим — удмуртський просвітник, один із засновників Вотської автономної області